# Distance (FictionJunctionの曲)
『Distance』は、FictionJunctionの4作目のシングル。2012年8月29日にFlyingDogから発売された。

## 収録曲
（全作詞・作曲・編曲：梶浦由記）
1. Distance
  - テレビアニメ『機動戦士ガンダムSEED HDリマスター』エンディングテーマ
2. eternal blue
  - PSP用ゲーム『戦律のストラタス』オープニングテーマ
3. Distance -instrumental-
4. eternal blue -instrumental-